# Chionachninae
Chionachninae, podtribus trava u tribusu Andropogoneae. Postoji nekoliko rodova. Rod Chionachne po kojemu je podtribus imenovan, sinonim je za Polytoca.. Prema istraživanjima iz 2017. sastoji se od 5 rodova sa 15 vrsta. U tekstu se ovaj podtribus spominje pod imenima Chinonachninae (2 puta) i Chinoachninae (jednom).

## Opis
Jednogodišnje ili višegodišnje bilje; jednodomne. Klasić s peteljkom je sterilan. Ženski klasić je sjedeći. Muški klasići u paru, s dva muška cvijeta, x = 10.

## Rodovi
1. Polytoca R.Br. (10 spp.)
2. Trilobachne Schenck ex Henrard (1 sp.)